# Copa Mundial de Fútbol Playa 1995
La Copa Mundial de Fútbol Playa de 1995 es la primera edición de la Copa Mundial de Fútbol Playa. Se llevó a cabo en la playa de Copacabana en Río de Janeiro, Brasil. Contó con la participación de 8 selecciones distribuidas en dos grupos.

## Primera Ronda

### Grupo A
| Equipo       | PT | PJ | PG | PE | PP | GF | GC | GD  |
| ------------ | -- | -- | -- | -- | -- | -- | -- | --- |
| Brasil       | 9  | 3  | 3  | 0  | 0  | 31 | 8  | +23 |
| Italia       | 6  | 3  | 2  | 0  | 1  | 15 | 15 | 0   |
| Uruguay      | 3  | 3  | 1  | 0  | 2  | 18 | 18 | 0   |
| Países Bajos | 0  | 3  | 0  | 0  | 3  | 7  | 30 | -23 |

|  | Italia | 7:6 | Uruguay |  |  |

|  | Brasil | 16:2 | Países Bajos |  |  |

|  | Italia | 6:1 | Países Bajos |  |  |

|  | Brasil | 7:4 | Uruguay |  |  |

|  | Uruguay | 8:4 | Países Bajos |  |  |

|  | Brasil | 8:2 | Italia |  |  |

### Grupo B
| Equipo         | PT | PJ | PG | PE | PP | GF | GC | GD |
| -------------- | -- | -- | -- | -- | -- | -- | -- | -- |
| Estados Unidos | 9  | 3  | 3  | 0  | 0  | 11 | 4  | +7 |
| Inglaterra     | 3  | 3  | 1  | 0  | 2  | 11 | 12 | -1 |
| Alemania       | 3  | 3  | 1  | 0  | 2  | 8  | 12 | -4 |
| Argentina      | 3  | 3  | 1  | 0  | 2  | 4  | 6  | -2 |

|  | Estados Unidos | 5:1 | Alemania |  |  |

|  | Argentina | 3:2 | Inglaterra |  |  |

|  | Inglaterra | 7:6 | Alemania |  |  |

|  | Estados Unidos | 3:1 | Argentina |  |  |

|  | Alemania | 1:0 | Argentina |  |  |

|  | Estados Unidos | 3:2 | Inglaterra |  |  |

## Fase Final

### Semifinales
|  | Estados Unidos | 4:3 | Italia |  |  |

|  | Brasil | 13:2 | Inglaterra |  |  |

### Tercer Lugar
|  | Inglaterra | 7:6 | Italia |  |  |

### Final
|  | Brasil | 8:1 | Estados Unidos |  |  |

| Copa Mundial de Fútbol Playa 1995 |
| --------------------------------- |
| Bandera de Brasil                 |
| Brasil 1º Título                  |